# أم العرائس
أُم العَرَائِس مدينة تقع غرب ولاية قفصة من الجنوب الغربي التونسي، على الطريق الجهوية رقم 201، شمال غرب مدينة المتلوي وشمال غرب مدينة الرديف وجنوب غرب مدينة ماجل بلعباس وشمال غرب مدينة قفصة. بلغ عدد السكان في 2014 27012 نسمة 

## أعلام
- عمار سعيداني

## مواضيع ذات علاقة
- ولاية قفصة.